# Kamila Cudnik
Kamila Cudnik (ur. 1974) – polska pisarka, autorka powieści kryminalnych i historycznych z wykształcenia prawniczka. Członkini Unii Literackiej.

## Życiorys
Ukończyła I Liceum Ogólnokształcące w Toruniu, a następnie Wydział Prawa na Uniwersytecie Mikołaja Kopernika w Toruniu. Po ukończeniu studiów pracowała w strukturach policyjnych, zdobywając doświadczenie, które wykorzystuje w swoich powieściach.

## Twórczość
Debiutowała w 2019 roku powieścią „Historie miłosne”, w której poruszyła temat toksycznych relacji i tajemnic sprzed lat, łącząc elementy powieści obyczajowej i kryminalnej. W 2020 roku ukazała się „Zgadnij, kim jestem” opowieść o trudnych relacjach toruńskiego policjanta i młodej malarki, zawierająca intrygę kryminalną. W 2024 roku została wydana kontynuacja tej powieści pt. „Wybacz”
Jest również autorką trylogii kryminalno-historycznej, osadzonej w Toruniu w latach 1904–1905:
- W cieniu twierdzy (2021)[6] – powieść o pruskim oficerze Walterze von Offenberg, który na skutek skandalu trafia do Torunia, gdzie w ruinach zamku dochodzi do brutalnego morderstwa,
- Rytuał (2022)[7] – kontynuacja, w której bohaterowie próbują rozwikłać zagadkę morderstwa z nocy świętojańskiej, gdy tymczasem Wisła odsłania kolejne tajemnice,
- Oczy małej dziewczynki (2023)[8] – finał trylogii, opowiadający o zaginięciu dwunastoletniej Julii i makabrycznym odkryciu, które wstrząsa mieszkańcami miasta.

Pierwszy tom trylogii "W cieniu twierdzy" - jest wg portalu lubimyczytac.pl najpopularniejszą książką jej autorstwa.